# SN 1999dh
SN 1999dh – supernowa typu II odkryta 23 lipca 1999 roku w galaktyce IC 211. W momencie odkrycia miała maksymalną jasność 15,40m.